# Австро-турска война (1737 – 1739)
Австро-турската война от 1737/39 г., е обявена на 12 юли 1739 г. от Свещената римска империя (Австрия) в съюз с Русия, която вече воювала в Руско-турска война от 1735 г. В сраженията срещу турците се бият много българи, сърби и дори гърци – доброволци в австрийската и руската армии.

## Ход на военните действия
Главнокомандващ армията е германският император Франц I Стефан, съпруг на австрийската императрица Мария Терезия. Австрийската войска включвала 80 000 пехота, 36 000 кавалерия и 50 000 милиция (включително български и сръбски доброволци).
Главните австрийски сили под командването на фелдмаршал Фридрих Хайнрих фон Зекендорф атакуват стремително, като до началото на август превземат Ниш, окупират Сърбия, голяма част от западните български земи в Поморавието стигайки до Македония. Фелдмаршал Георг Оливие фон Валис (ирландеца на австрийска служба Джордж Оливър граф на Валис) окупира част от Влашко, а корпусът на принц Йозеф Фридрих фон Зашен-Хилдбургхаусен обсажда Баня Лука, но на 4 август губи битката при Баня Лука с турците поради подавляващото численото превъзходство на противника и се оттегля зад река Сава. Част от главните сили под командването на Лудвиг Андреас Кайфенхюлер обсаждат Видин, но от усилените турски войски биват отблъснати от Тимок и след битката при Радоевац на 28 септември 1737 г. преминават зад Дунав и се оттеглят в направление Оршова. Основните сили завладяват планинския район и Ужице и обсаждат Зворник, но този поход към Дрина отслабва отбраната на Ниш, който бил превзет от турците. Оттеглилият се от Тимок корпус на Кайфенхюлер прекъсва стика на войските при река Морава, застрашена е и връзката с Австрия и в крайна сметка армиите се оттеглят на зимни квартири в Сърбия.
На следващата 1738 г. началник на военния съвет става граф Доминик фон Кьонигсег Ротенфелс. Австрийските войски действат предимно в отбрана. Турската армия от своя страна е модернизирана под ръководството на потурчилия се френски ренегат генерал и граф Клод Александър дьо Боневал наречен Ахмед паша и със силната си артилерия започва да атакува крепост след крепост, през май тя навлиза в Банат и атакува Мехадия (неголям град в Банат, окръг Караш-Северин). Борбата се концентрира върху по-малките крепости около р. Дунав. Кьонигсег печели при Рача (село в община Баина Баща в Златиборски окръг) и при Панчево, а турците при Мехадия, Оршова, Адакале (остров-крепост при Железни врата недалеч от Оршова), Смедерево и Ужице. Във военната офанзива са включени с пълна сила и полкове от Бавария, дошли в помощ на австрийските войски.
На следващата 1739 г. отново има промяна в австрийското командване. Граф Валис (фелдмаршал Оливие Георг фон Валис) с по-голямата част от наличните сили, към 60 000 щика форсира Дунав при Панчево и настъпва на юг. На 22 юли той е отблъснат от два пъти превъзхождащите го турски войски в битката при Гроцка недалеч от Белград. На 30 юли след битката при Панчево австрийските войски са напълно изтласкани отвъд Дунава и турците сключват обсадата на Белград. Това е тежък урок за небрежността на австрийците да поддържат боеспособна и достатъчна като численост армия. Австрия е повалена от турския ятаган и принудена на сепаративен мир с Османската империя. Подписан е Белградския мирен договор от 21 август 1739 г., с него турците навлизат в австрийскте области във Влашко и Сърбия, включително и в издържалата 51 дневна обсада Белград, прекратено е Първото хабсбургско управление на Смедеревската област. На 29 септември в Ниш Русия, победоносна, но изоставена от съюзника си и заплашвана от Швеция, също подписва с Турция мирен договор. Така е сложен край на водените военни действия до следващата Руско-турска война (1768-1774), която е безспорен успех за християнското оръжие.

## Отражение на войната за България, Въстание на архийереите в Самоковско и Софийско
При напредването на австрийските войски и завзеземането на Ниш въстават българите в Пиротско, Знеполско, Брезнишко, Кюстендилско, Дупнишко, Кривопаланско, Берковско и в други райони на Западна България. Започва организирана съпротива срещу турците в Самоковско и Софийско оглавена от протойереите и лично от митрополита св. Симеон Самоковски и известна като Въстание на архийереите в Самоковско и Софийско. След спирането на настъплението от австрийците владиката Симеон е заловен, измъчван от турците и обесен в София на 21 август същата година.
В края на юли и началото на август по заповед на Али паша Кюпрюлюоглу, командващ турските войски на австрийския фронт, като превантивна репресивна мярка са избити около 350 софийски граждани, свещеници, монаси и хора от околните села, сред които: свещеник Йоан и иподякона Атанасий от черквата „Св. Петка Самарджийска“, предстоятелят на храма от „Св. Николай“ иконом Геолги, свещеника Димитър и игумена на Кладнишкия манастир, случайно оказал се там, предстоятелят на „Света Параскева“ поп Григорий, поп Стойко, дякон Христо, дякон Йоан, книжовника Константин, йеромонах Натанаил от Сеславския манастир, атонският монах Кирил, игумена на Илиянския манастир Горазд, игумена на Дивотинския манастир Евтимий, монаха от Драгалевския манастир Евтимий, поп Стоица от с. Хрельово, брат му Петър и още осем други селяни. Движението на българите е потушено, а много българи забягват в Банат.